# Pauli Salomaa

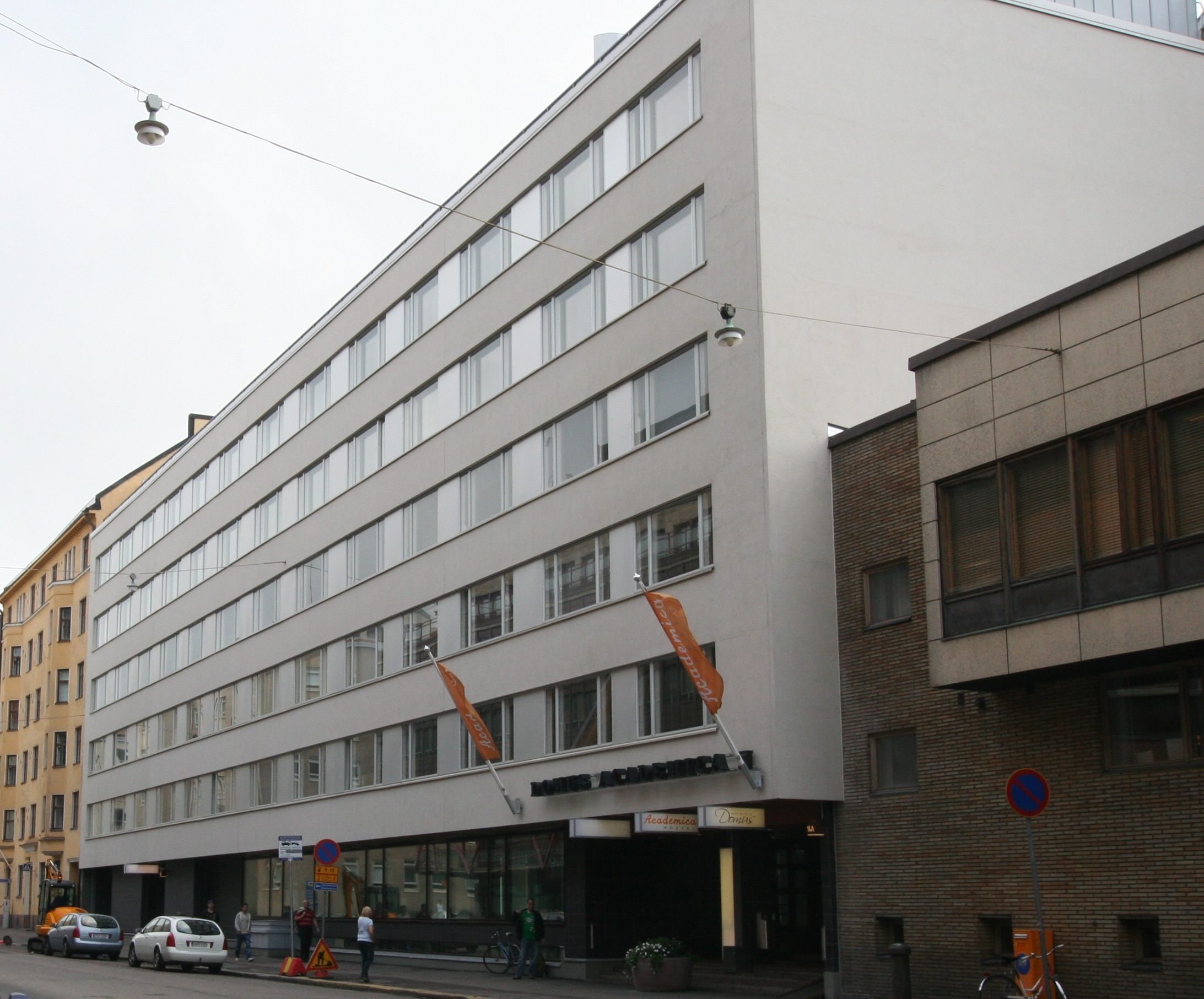
Domus Academica.

Pauli Artturi Salomaa, född 1 januari 1907 i Tammerfors, död 16 augusti 1983 i Karislojo, var en finländsk arkitekt. 
Salomaa utexaminerades från Tekniska högskolan i Helsingfors 1935, tjänstgjorde vid Konsumtionsandelslagens centralförbund 1935–1950 och startade därefter egen arkitektverksamhet. Han var en av de arkitekter som medverkade i skapandet av Olympiabyn i Kottby (1952). Av hans verk kan nämnas Munksnäs kyrka (1953–1954), Domus Academica (1947–1969), Brunnsgården (1953–1955) och kontorsbyggnaden Mannerheimvägen 8 (1960) i Helsingfors samt Gumtäkts siminrättning (tillsammans med Osmo Sipari och Teuvo Lindfors, 1953). Han ritade även en rad affärs- och kontorsbyggnader i Rovaniemi.